# Дионисий Дивний
Дионисий Дивний е български книжовник и преводач от втората половина на 14 век. Представител е на Търновската книжовна школа.
Дионисий е ученик на търновския патриарх и виден исихаст Теодосий Търновски. Сведения за дейността му се съдържат в „Житие на Теодосий Търновски“, написано от константинополския патриарх Калист. В него, сред по-видните ученици на Теодосий е посочен и Дионисий, като му е отделено и най-голямо внимание. Наблегнато е на умението, с което превежда богословски книги от гръцки на български език. Заради него книжовникът е наречен „Дивний“ (чуден, учудваш). Калист уточнява, че Дионисий превел много книги, сред тях е сборникът със Златоустови слова „Маргарит“. Пак от това житие е известно, че Дионисий Дивний присъства на събора срещу еретиците в Търново, организиран от цар Иван Александър през 1360 г.
Когато през 1469 г. Владислав Граматик прави препис на сборника с творби на Йоан Златоуст, в приписка посочва Дионисий Дивний като преводач на съчиненията в него.